# San Mango d'Aquino
San Mango d'Aquino är en ort och kommun i provinsen Catanzaro i regionen Kalabrien i Italien. Kommunen hade 1 520 invånare (2018).